# 김규식 (1838년)
김규식(金奎軾, 1838년 ~ 1896년 2월 27일)은 조선의 문신, 정치인이다. 자는 우약(雨若)이며 김세호(金世鎬)의 아들로 태어났다. 본관은 청풍이다. 동명이인인 독립운동가 겸 대한민국의 정치인 김규식(金奎植)과는 같은 항렬의 먼 친척 형뻘에 해당된다. 단발령 시행을 강행하다가 유인석 휘하의 의병대원에 의해 사살되었다. 시호는 충헌(忠憲)이다.

## 생애
1870년 정시문과에 병과로 급제하였으며, 삼사(三司)의 요직을 두루 거쳐 이조참의(吏曹參議)에 올랐다. 1873년 형조참의·영남위유어사를 역임하였고, 1879년과 1888년 이조참의를 역임하였다. 1889년 나주목사로 재직 중 9월 전라남도 광양현(光陽縣)지방에서 민란이 일어나, 폭도들이 관청을 파괴하고 관리들을 몰아낸 뒤 공금을 훔치는 등의 행패를 부리자, 9월 17일 안핵사로 임명되어 10월 14일 민란주동자 정홍기(鄭洪基)·박상룡(朴尙龍) 등을 잡아 효수하였다. 1889년 임무를 마치고 돌아와서는 병조참판(兵漕參判)이 되었고, 그 뒤 1893년 병조참판, 1894년 한성부우윤, 1895년 지방관제개혁 뒤 인천부관찰사, 충주부관찰사 겸 충주부재판소판사에 임명되었다.
1895년 충주부관찰사로 근무 중 단발령이 공포되자 단발령을 철저히 시행하던 중 1896년 2월 충주성을 함락하고 들어온 유인석(柳隣錫) 휘하의 의병(義兵)에게 살해되었다. 나라에서는 크게 애석해하며 증직으로 규장각(奎章閣) 제학을 추서하였고 시호를 충헌(忠憲)이라 하였다.

## 같이 보기
- 유인석
- 단발령
- 김홍집
- 박정양
- 윤치호
- 김규식

## 참고 문헌
1. 1 2 3 4  “보관된 사본”. 2017년 5월 6일에 원본 문서에서 보존된 문서. 2018년 10월 26일에 확인함.
2. 1 2  김규식2[깨진 링크(과거 내용 찾기)]